# Pac-Man and Galaga Dimensions
Pac-Man and Galaga Dimensions est un jeu vidéo d'action développé et édité par Namco Bandai Games, sorti en 2011 sur Nintendo 3DS.

## Système de jeu
Pac-Man and Galaga Dimensions compile les jeux suivants :
- Pac-Man Tilt
- Galaga 3D Impact
- Pac-Man Championship Edition
- Galaga Legions
- Pac-Man
- Galaga

## Accueil
- Jeuxvideo.com : 9/20[1]